# Liste des sites Natura 2000 de la Haute-Loire
Cet article recense les sites Natura 2000 de la Haute-Loire, en France.

## Statistiques
La Haute-Loire compte en 2016 26 sites classés Natura 2000.
24 bénéficient d'un classement comme site d'intérêt communautaire (SIC), 2 comme zone de protection spéciale (ZPS).

## Liste
| Site                                                        | Type | Superficie (ha) | Fiche     | Coordonnées                      | Photo |
| ----------------------------------------------------------- | ---- | --------------- | --------- | -------------------------------- | ----- |
| Carrière de Solignac                                        | SIC  | +00220,         | FR8302008 | 44° 58′ 27″ nord, 3° 52′ 35″ est |       |
| Complexe minier de la vallée de la Senouire                 | SIC  | +01 891,        | FR8302009 | 45° 11′ 56″ nord, 3° 36′ 00″ est |       |
| Coteaux de Montlaison et La Garenne, prés salés de Beaumont | SIC  | +00082,         | FR8301073 | 45° 19′ 02″ nord, 3° 19′ 42″ est |       |
| Gîtes du bassin minier de Massiac                           | SIC  | +00322,         | FR8302020 | 45° 16′ 07″ nord, 3° 10′ 24″ est |       |
| Gorges de l'Allier et affluents                             | SIC  | +09 480,        | FR8301075 | 44° 57′ 41″ nord, 3° 41′ 14″ est |       |
| Gorges de l'Arzon                                           | SIC  | +00877,         | FR8301080 | 45° 13′ 44″ nord, 3° 51′ 40″ est |       |
| Gorges de la Loire et affluents partie Sud                  | SIC  | +04 977,        | FR8301081 | 44° 53′ 24″ nord, 3° 55′ 15″ est |       |
| Grotte de la Denise                                         | SIC  | +00058,         | FR8302007 | 45° 03′ 37″ nord, 3° 51′ 20″ est |       |
| Haute vallée du Lignon                                      | SIC  | +00284,         | FR8301088 | 45° 04′ 54″ nord, 4° 17′ 26″ est |       |
| Lacs d'Espalem et de Lorlanges                              | SIC  | +00067,         | FR8301082 | 45° 17′ 43″ nord, 3° 12′ 21″ est |       |
| Lacs et rivières à loutres                                  | SIC  | +00579,         | FR8301095 | 45° 37′ 34″ nord, 2° 33′ 08″ est |       |
| Marais de Limagne                                           | SIC  | +00234,         | FR8301077 | 45° 04′ 01″ nord, 3° 39′ 48″ est |       |
| Mont Bar                                                    | SIC  | +00021,         | FR8301084 | 45° 11′ 55″ nord, 3° 43′ 36″ est |       |
| Mont Mézenc                                                 | SIC  | +02 748,        | FR8301076 | 44° 55′ 24″ nord, 4° 09′ 50″ est |       |
| Pont de Desges                                              | SIC  | +00038,         | FR8301090 | 45° 00′ 14″ nord, 3° 26′ 21″ est |       |
| Rivières à écrevisses à pattes blanches                     | SIC  | +01 164,        | FR8301096 | 44° 55′ 14″ nord, 3° 50′ 47″ est |       |
| Rivières à moules perlières                                 | SIC  | +00269,         | FR8301094 | 44° 55′ 38″ nord, 3° 34′ 28″ est |       |
| Saint-Beauzire                                              | SIC  | +00017,         | FR8301083 | 45° 16′ 00″ nord, 3° 17′ 01″ est |       |
| Sommets du Nord Margeride                                   | SIC  | +00910,         | FR8301070 | 45° 00′ 35″ nord, 3° 19′ 10″ est |       |
| Sommets et versants orientaux de la Margeride               | SIC  | +01 236,        | FR8301079 | 44° 51′ 52″ nord, 3° 27′ 04″ est |       |
| Sucs de Breysse                                             | SIC  | +00118,         | FR8301087 | 44° 54′ 08″ nord, 4° 00′ 30″ est |       |
| Sucs du Velay et du Meygal                                  | SIC  | +00109,         | FR8301086 | 45° 03′ 18″ nord, 4° 07′ 57″ est |       |
| Val d'Allier, Vieille-Brioude, Langeac                      | SIC  | +02 750,        | FR8301074 | 45° 11′ 36″ nord, 3° 23′ 53″ est |       |
| Val d'Allier, Limagne Brivadoise                            | SIC  | +00749,         | FR8301072 | 45° 20′ 27″ nord, 3° 23′ 07″ est |       |
| Vallée de la Sianne et du Bas-Allagnon                      | SIC  | +04 661,        | FR8301067 | 45° 12′ 11″ nord, 3° 05′ 27″ est |       |
| Gorges de la Loire                                          | ZPS  | +58 821,        | FR8312009 | 45° 13′ 34″ nord, 3° 52′ 45″ est |       |
| Haut Val d'Allier                                           | ZPS  | +58 906,        | FR8312002 | 45° 00′ 50″ nord, 3° 36′ 42″ est |       |